# Orto botanico di Bologna
Orto botanico di Bologna of ook wel Orto Botanico dell'Università di Bologna is een botanische tuin in Bologna.
De botanische tuin werd in 1568 opgericht op initiatief van Ulisse Aldrovandi waarmee het na Orto botanico di Pisa, Orto botanico di Padova en Giardino dei Semplici de op drie na oudste botanische tuin ter wereld werd. Nadat de tuin verschillende keren werd verplaatst, werd hij uiteindelijk gehuisvest in het oude Collegio Ferrario aan Via Irnerio 42.
De huidige tuin heeft een oppervlakte van 2 hectare en heeft meer dan 5000 specimens van exotische en lokale planten. Er zijn drie verschillende broeikassen. Twee hiervan huisvesten tropische planten, waaronder varens, orchideeën, bromelia’s en bomen die van belang zijn als voedingsgewas. Een derde broeikas huisvest een collectie succulenten. Andere delen van de tuin zijn ingericht met medicinale planten, kruiden, sierplanten en kunstmatige bossen en een gedeelte dat is gewijd aan de reconstructie van verschillende natuurlijke habitats. Onlangs is er een kruidentuin aangelegd die is gebaseerd op de kruidentuin die was gecreëerd door Ulisse Aldrovandi.